# 통덕랑
통덕랑(通德郞)은 조선시대 품계 가운데 정5품 상계(上階)의 명칭이다. 조선시대 품계 제도는 정1품, 종1품, 정2품 순서로 종9품까지 18단계로 되어 있었고, 정1품부터 종6품까지는 상계, 하계로 구분하여 전체 30단계로 되어 있었다. 따라서 정5품 통덕랑 품계는 위에서 17번째 등급에 해당하며, 문과(文科) 과거시험에 급제하거나 문반(동반) 계열 관직에 임명되면 승진을 통해 이 품계를 받을 수 있었다.

## 대가 제도
각종 역사서, 문집, 족보, 묘비 등에 '통덕랑 아무개'라고 기재되어 있는 경우가 많은데, 이는 실제적인 관직 진출 없이 품계만 획득하는 방법으로 얻을 수 있는 최고 품계가 정5품 통덕랑이었기 때문이다. 나라에 경사가 있을 때 현직에 있는 신하들의 품계를 올려 주었는데, 본인의 품계가 진급 한계선(정3품 당하관 최고 품계)에 있으면 자식, 조카, 사위 등에게 대신 품계를 줄 수 있었다. 이를 대가(代加)라고 한다.